# Lijst van ministers van Volksgezondheid van Aruba
Lijst van ministers van Volksgezondheid van Aruba (soms in combinatie met andere ministeries of portefeuilles) vanaf 1986.
| Kabinet                                                                  | Periode    | Toerisme, Volksgezondheid en Sport               |
| ------------------------------------------------------------------------ | ---------- | ------------------------------------------------ |
| kabinet-Wever-Croes I                                                    | 2017-heden | Danguillaume Oduber                              |
| vanaf 2017 Minister van Toerisme en Volksgezondheid                      |            |                                                  |
| Kabinet                                                                  | Periode    | Volksgezondheid, Ouderenzorg en Sport            |
| kabinet-Mike Eman II                                                     | 2013-2017  | Alex Schwengle                                   |
| vanaf 2013 Minister van Volksgezondheid, Ouderenzorg en Sport            |            |                                                  |
| Kabinet                                                                  | Periode    | Volksgezondheid en Sport                         |
| kabinet-Mike Eman I                                                      | 2009-2013  | Richard Visser                                   |
| vanaf 2009 Minister van Volksgezondheid en Sport                         |            |                                                  |
| Kabinet                                                                  | Periode    | Volksgezondheid, Milieu en Administratieve Zaken |
| kabinet-Oduber IV                                                        | 2005-2009  | Booshi Wever                                     |
| vanaf 2005 Minister van Volksgezondheid, Milieu en Administratieve Zaken |            |                                                  |
| Kabinet                                                                  | Periode    | Volksgezondheid en Milieu                        |
| kabinet-Oduber III                                                       | 2001-2005  | Booshi Wever                                     |
| vanaf 2001 Minister van Volksgezondheid en Milieu                        |            |                                                  |
| Kabinet                                                                  | Periode    | Volksgezondheid, Sociale Zaken en Cultuur        |
| kabinet-Henny Eman III                                                   | 1998-2001  | Ike Posner                                       |
| vanaf 1998 Minister van Volksgezondheid, Sociale Zaken en Cultuur        |            |                                                  |
| Kabinet                                                                  | Periode    | Volksgezondheid, Sociale Zaken, Cultuur en Sport |
| kabinet-Henny Eman II                                                    | 1994-1998  | Lily Beke-Martinez                               |
| vanaf 1994 Minister van Volksgezondheid, Sociale Zaken, Cultuur en Sport |            |                                                  |
| Kabinet                                                                  | Periode    | Publieke Werken en Volksgezondheid               |
| kabinet-Oduber II                                                        | 1992-1994  | Martinus Flanegien                               |
| kabinet-Oduber I                                                         | 1989-1992  | Charro Kelly                                     |
| vanaf 1989 Minister van Publieke Werken en Volksgezondheid               |            |                                                  |
| Kabinet                                                                  | Periode    | Justitie en Volksgezondheid                      |
| kabinet-Henny Eman I                                                     | 1986-1989  | Watty Vos                                        |
| vanaf 1986 Minister van Justitie en Volksgezondheid                      |            |                                                  |

Zie de lijst van ministers van Volksgezondheid van de Nederlandse Antillen voor de periode 1955-1985.